# Pseuderos nigripes
Pseuderos nigripes là một loài bọ cánh cứng trong họ Cerambycidae.